# Пасько Ігор Сергійович
Пасько Ігор Сергійович (нар.4 липня 1956 — пом.6 червня 2011) — український дипломат. Надзвичайний і Повноважний Посол України у Пакистані (2007–2011).

## Біографія
Народився 4 липня 1956 року в Києві. Працював начальником П'ятого територіального управління Міністерства закордонних справ України. З 7 березня 2007 — Надзвичайний та Повноважний Посол України в Ісламській Республіці Пакистан.
Помер на 55-му році життя у військовому госпіталі Ісламабада в понеділок, 6 червня 2011 року. Причиною смерті стала інфекція, яка дала ускладнення на нирки.. У Ігоря Паська залишилися дружина і двоє синів.